# طوماش جاندا
طوماش جاندا (هانغل: 토마쉬 얀다) هو لاعب كرة قدم كوري جنوبي في مركز الهجوم، ولد في 27 يونيو 1973 في تشيكوسلوفاكيا. لعب مع دوكلا براغ ونادي تيبليتسه ونادي سول.

## وصلات خارجية
- طوماش جاندا على موقع دوري كوريا الجنوبية (الإنجليزية)